# اسکات رودین
اسکات رودین (انگلیسی: Scott Rudin؛ زاده ۱۴ ژوئیهٔ ۱۹۵۸) یک تهیه‌کننده اهل ایالات متحده آمریکا است. وی از سال ۱۹۷۸ میلادی تاکنون مشغول فعالیت بوده‌است.